# Франція на Чемпіонаті світу з легкої атлетики 2017
Франція на Чемпіонаті світу з легкої атлетики 2017, що проходив з 4 по 13 серпня 2017 року в Лондоні (Велика Британія) була представлена 55 спортсменами.

## Медалісти
| Медаль | Спортсмен        | Змагання                      | Дата     |
| ------ | ---------------- | ----------------------------- | -------- |
| Золото | П'єр-Амбруаз Бос | Біг на 800 метрів (чоловіки)  | 8 серпня |
| Бронза | Рено Лавіллені   | Стрибки з жердиною (чоловіки) | 8 серпня |

## Результати

### Чоловіки
Трекові і шосейні дисципліни
| Джиммі Віко                                                                                             | 100 м                | 10.15   | 15 Q | 10.09           | 6 q             | 10.08           | 6               |                 |                 |
| Джеффрі Жон                                                                                             | 200 м                | 20.66   | 30   | Завершив виступ | Завершив виступ | Завершив виступ | Завершив виступ |                 |                 |
| Крістоф Леметр                                                                                          | 200 м                | 20.40   | 12 Q |                 |                 |                 |                 |                 |                 |
| Тедді Атін-Венель                                                                                       | 400 м                | 45.90   | 30   | Завершив виступ | Завершив виступ | Завершив виступ | Завершив виступ |                 |                 |
| Мамуду Ханне                                                                                            | 400 м                | 45.89   | 29   | Завершив виступ | Завершив виступ | Завершив виступ | Завершив виступ |                 |                 |
| П'єр-Амбруаз Бос                                                                                        | 800 м                | 1:47.25 | 29 Q | 1:45.63         | 4 q             | 1:44.67 SB      | 1               |                 |                 |
| Самір Дамані                                                                                            | 800 м                | 1:48.62 | 36   | Завершив виступ | Завершив виступ | Завершив виступ | Завершив виступ |                 |                 |
| Маєдін Мекіссі-Бенаббад                                                                                 | 1500 м               |         |      |                 |                 |                 |                 |                 |                 |
| Гарфілд Дар'єн                                                                                          | 110 м з бар'єрами    | 13.36   | 7 Q  | 13.17           | 2 Q             | 13.30           | 4               |                 |                 |
| Аурель Манга                                                                                            | 110 м з бар'єрами    | 13.58   | 24   | Завершив виступ | Завершив виступ | Завершив виступ | Завершив виступ |                 |                 |
| Віктор Кароллер                                                                                         | 400 м з бар'єрами    | 50.00   | 23 q | 55.69           | 21              | Завершив виступ | Завершив виступ | Завершив виступ | Завершив виступ |
| Мамаду Касі Ханн                                                                                        | 400 м з бар'єрами    | 49.34   | 3 Q  | 50.35           | 17              | Завершив виступ | Завершив виступ |                 |                 |
| Людві Вайян                                                                                             | 400 м з бар'єрами    | 49.49   | 9 Q  | 49.95           | 15              | Завершив виступ | Завершив виступ |                 |                 |
| Маєдін Мекіссі-Бенаббад                                                                                 | 3000 м з перешкодами | 8:22.83 | 6 Q  | Н/Д             | Н/Д             |                 |                 |                 |                 |
| Йоан Коваль                                                                                             | 3000 м з перешкодами | 8:20.60 | 3 Q  |                 |                 |                 |                 |                 |                 |
| Гай-Ельфедж Ануман Готьє Дотремер Стюарт Дутамбі Джеффрі Жон Крістоф Леметр Джиммі Віко                 | Естафета 4 × 100 м   |         |      | Н/Д             | Н/Д             |                 |                 |                 |                 |
| Тедді Атін-Венель Жиль Бірон Віктор Короллер Мамаду Ханне Томас Жордьєр Мамаду Касі Ханн Людві Ваіллант | Естафета 4 × 400 м   |         |      | Н/Д             | Н/Д             |                 |                 |                 |                 |
| Кевін Кампійон                                                                                          | Ходьба 20 км         | Н/Д     | Н/Д  | Н/Д             | Н/Д             |                 |                 |                 |                 |
| Йоанн Діні                                                                                              | Ходьба 50 км         | Н/Д     | Н/Д  | Н/Д             | Н/Д             |                 |                 |                 |                 |

Технічні дисципліни
| Спортсмен          | Дисципліна         | Кваліфікація | Кваліфікація | Фінал           | Фінал           |
| Спортсмен          | Дисципліна         | Результат    | Місце        | Результат       | Місце           |
| ------------------ | ------------------ | ------------ | ------------ | --------------- | --------------- |
| Аксель Шапель      | Стрибки з жердиною | 5.70         | 5 q          | 5.65            | 6               |
| Рено Лавіллені     | Стрибки з жердиною | 5.70         | 1 q          | 5.89 SB         | 3               |
| Валентин Лавіллені | Стрибки з жердиною | 5.60         | 14           | Завершив виступ | Завершив виступ |
| Кевін Менальдо     | Стрибки з жердиною | 5.45         | 22           | Завершив виступ | Завершив виступ |
| Бенжамін Компаоре  | Потрійний стрибок  | 16.46        | 21           | Завершив виступ | Завершив виступ |
| Жан-Марк Понв'ян   | Потрійний стрибок  | 16.78        | 9 q          |                 |                 |
| Мельван Раффан     | Потрійний стрибок  | 16.18        | 24           | Завершив виступ | Завершив виступ |
| Лолассон Джуан     | Метання диска      | 63.21        | 13           | Завершив виступ | Завершив виступ |
| Квентін Біго       | Метання молота     |              |              |                 |                 |

Багатоборство — Десятиборство
| Атлет         | Дисципліна | 100 м | СуД | ШтЯ | СуВ | 400 м | 110б | МДс | СзЖ | МСп | 1500 м | Сума очок | Місце |
| ------------- | ---------- | ----- | --- | --- | --- | ----- | ---- | --- | --- | --- | ------ | --------- | ----- |
| Бастьєн Озель | Результат  |       |     |     |     |       |      |     |     |     |        |           |       |
| Бастьєн Озель | Очки       |       |     |     |     |       |      |     |     |     |        |           |       |
| Кевін Маєр    | Пезультат  |       |     |     |     |       |      |     |     |     |        |           |       |
| Кевін Маєр    | Очки       |       |     |     |     |       |      |     |     |     |        |           |       |

### Жінки
Трекові і шосейні дисципліни
| Спортсмен                                                                                         | Дисципліна           | Забіги    | Забіги | Півфінал         | Півфінал         | Фінал            | Фінал            |
| Спортсмен                                                                                         | Дисципліна           | Результат | Місце  | Результат        | Місце            | Результат        | Місце            |
| ------------------------------------------------------------------------------------------------- | -------------------- | --------- | ------ | ---------------- | ---------------- | ---------------- | ---------------- |
| Орфі Неола                                                                                        | 100 м                | 11.58     | 33     | Завершила виступ | Завершила виступ | Завершила виступ | Завершила виступ |
| Каролль Захі                                                                                      | 100 м                | 11.41     | 28     | Завершила виступ | Завершила виступ | Завершила виступ | Завершила виступ |
| Естелль Раффай                                                                                    | 200 м                | 23.72     | 33 Q   |                  |                  |                  |                  |
| Елеа-Маріама Діарра                                                                               | 400 м                | 52.06     | 22     | Завершила виступ | Завершила виступ | Завершила виступ | Завершила виступ |
| Дебора Сананес                                                                                    | 400 м                | 52.50     | 31     | Завершила виступ | Завершила виступ | Завершила виступ | Завершила виступ |
| Мена Даноіс                                                                                       | 3000 м з перешкодами |           |        | Н/Д              | Н/Д              |                  |                  |
| Айоделе Ікуесан Орфі Неола Орланн Умбісса Маруссіа Паре Фанні Пелтьєр Естелль Раффай Каролль Захі | Естафета 4 × 100 м   |           |        | Н/Д              | Н/Д              |                  |                  |
| Луіз-Анна Берто Елеа-Маріама Діарра Естелль Перроссіер Аньє Рахаролахі Дебора Сананес             | Естафета 4 × 400 м   |           |        | Н/Д              | Н/Д              |                  |                  |
| Емілі Менует                                                                                      | Ходьба 20 км         | Н/Д       | Н/Д    | Н/Д              | Н/Д              |                  |                  |

Технічні дисципліни
| Спортсмен           | Дисципліна         | Кваліфікація | Кваліфікація | Фінал            | Фінал            |
| Спортсмен           | Дисципліна         | Результат    | Місце        | Результат        | Місце            |
| ------------------- | ------------------ | ------------ | ------------ | ---------------- | ---------------- |
| Нінон Гійон-Ромарен | Стрибки з жердиною | 4.20         | 20           | Завершила виступ | Завершила виступ |
| Джессіка Церваль    | Штовхання ядра     | 16.56        | 24           | Завершила виступ | Завершила виступ |
| Джанін Ассані Іссуф | Потрійний стрибок  | 13.87        | 18           | Завершила виступ | Завершила виступ |
| Меліна Робер-Мішон  | Метання диска      |              |              |                  |                  |
| Александра Таверньє | Метання молота     | 72.69 SB     | 6 Q          | 66.31            | 12               |

Багатоборство — Семиборство
| Атлет                 | Дисципліна | 100б  | СуВ  | ШтЯ   | 200 м | СуД  | МСп   | 800 м      | Сума очок | Місце |
| --------------------- | ---------- | ----- | ---- | ----- | ----- | ---- | ----- | ---------- | --------- | ----- |
| Антуанетта Нана Джиму | Результат  | 13.46 | 1.71 | 14.61 | 25.17 | 6.05 | 44.94 | 2:21.14 SB | 6064      | 16    |
| Антуанетта Нана Джиму | Очки       | 1056  | 867  | 835   | 871   | 865  | 762   | 808        | 6064      | 16    |